# Astena
Astena là một chi bọ cánh cứng trong họ Chrysomelidae.
Chi này được Baly miêu tả khoa học năm 1865.

## Các loài
Các loài trong chi này gồm:
- Astena atripes Baly, 1856
- Astena maculipennis Jacoby, 1894